# Viola reichei
Viola reichei là một loài thực vật có hoa trong họ Hoa tím. Loài này được Skottsb. ex Macloskie miêu tả khoa học đầu tiên năm 1915.